# Орден белог орла са мачевима (република)
Орден Белог орла са мачевима је одликовање Републике Србије установљено 26. октобра 2009. године „Законом о одликовањима Републике Србије“.
Република Србија је поново успоставила орден 2010. године када је Народна скупштина усвојила Закон о изменама и допунама Закона о одликовањима Републике Србије. Орден Белог орла са мачевима се у Закону наводи у Члану 8 (став 3) и према том Закону Орден Белог орла са мачевима има три степена и додељује се за нарочите заслуге у изградњи система одбране или нарочите заслуге у командовању и руковођењу војним јединицама, односно војним установама и њиховом оспособљавању за одбрану Републике Србије. Откако је поново уведен орден 2010. године, прва особа која га је добила Указом Председника Републике Србије о одликовањима поводом Дана државности 2015. године је генерал Љубиша Диковић.
Орден Белог орла са мачевима Републике Србије израђен је по идејном решењу академског вајара Мирољуба Стаменковића, редовног професора Факултета за примењену уметност на предмету Примењено вајарство. У суштини представља копију идентичног војног ордена који је додељиван у време Краљевине Србије и Краљевине Југославије.

## Законски основ
Орден се додељује указом Председника Републике Србије, обично поводом Дана државности Републике Србије, а додељује се за Нарочите заслуге у изградњи система одбране или нарочите заслуге у командовању и руковођењу војним јединицама, односно војним установама и њиховом оспособљавању за одбрану Републике Србије. Може бити додељен физичким лицима и институцијама.

## Списак одликованих
Од увођења ордена 2010. године, одликовани су: 
| Име и презиме             | Степен | Година | Опис заслуге                                           | Напомена         |
| ------------------------- | ------ | ------ | ------------------------------------------------------ | ---------------- |
| Александар Живковић       | Други  | 2014.  | За заслуге у изградњи система одбране Републике Србије | Војно лице       |
| РВ и ПВО Републике Србије | Други  | 2014.  | За нарочите заслуге у изградњи система одбране         | Војна формација  |
| Љубиша Диковић            | Први   | 2015.  | За заслуге у изградњи система одбране Републике Србије | Војно лице       |
| Миломир Тодоровић         | Трећи  | 2016.  | За заслуге у изградњи система одбране Републике Србије | Војно лице       |
| Војнотехнички институт    | Други  | 2018.  | За заслуге у изградњи система одбране Републике Србије | Војна иституција |
| Војна академија           | Први   | 2020.  | За заслуге у изградњи система одбране Републике Србије | Војна иституција |

### Изглед и траке одликовања
| Орден првог реда  | Орден другог реда | Орден трећег реда |
| ----------------- | ----------------- | ----------------- |
| Изглед одликовања |                   |                   |
|                   |                   |                   |
| Траке одликовања  |                   |                   |
|                   |                   |                   |